# (73519) 2003 JF10
(73519) 2003 JF10 – planetoida z pasa głównego asteroid okrążająca Słońce w ciągu 5,44 lat w średniej odległości 3,09 j.a. Odkryta 1 maja 2003 roku.